# Vi Kiến Thành
Vi Kiến Thành là một họa sĩ người Việt Nam sinh năm 1963 tại Hà Nội, trong một gia đình nghệ thuật. Ông từng là giám đốc trẻ nhất trong lịch sử Bảo tàng Mỹ thuật Việt Nam. Ba ông là họa sĩ Vi Kiến Minh từng là Trưởng khoa Mỹ thuật Trường Cao đẳng Văn hóa nghệ thuật Việt Bắc; sau làm Phó Giám đốc Nhà xuất bản Văn hóa. Ông là người dân tộc Nùng và từng là Cục trưởng Cục Điện ảnh trực thuộc Bộ Văn hóa, Thể thao và Du lịch.

## Tiểu sử
Họa sĩ Vi Kiến Thành sinh năm 1963 tại Hà Nội trong một gia đình nghệ thuật. Ba của ông là họa sĩ Vi Kiến Minh và từng đảm nhận Trưởng khoa Mỹ thuật Trường Cao đẳng Văn hóa nghệ thuật Việt Bắc; sau này trở thành Giám đốc Nhà xuất bản Văn hóa. Ba ông đã từng có thời gian phổ cập chữ Quốc ngữ đến trẻ em vùng Tây Bắc và sinh hoạt ở Chiến khu Việt Bắc. Anh trai ông là đạo diễn Vi Kiến Hòa, người đã cho ra đời nhiều bộ phim tài liệu như: Người Mông và cây súng kíp, Thổ cẩm... Năm 1965, ông đã theo gia đình sơ tán lên Thái Nguyên. Từ lúc lớp 2, ông đã bắt đầu học vẽ rồi vừa học phổ thông vừa theo học ở Trường Cao đẳng Văn hóa nghệ thuật Việt Bắc. Đến khi học kết cấp ba, ông quay trở về Hà Nội để theo học tại Khoa Thiết kế mỹ thuật của Trường Đại học Sân khấu – Điện ảnh Hà Nội. Sau khi Tốt nghiệp, ông được nhận vào làm việc tại Cục Mỹ thuật, Nhiếp ảnh và Triển lãm thuộc Bộ Văn hóa, Thể thao và Du lịch.
Trong thời gian làm việc tại Cục, ông đã nhận về Hai giải Nhất Triển lãm Mỹ thuật Thủ đô vào năm 1992 và 1997; Giải thưởng Triển lãm Mỹ thuật Toàn quốc năm 1995; Bằng danh dự Giải thưởng Mỹ thuật ASEAN năm 1998; Giải nhì Triển lãm Đề tài Dân tộc và miền núi năm 2000. Vào năm 1995 ông đã tổ chức Triển lãm cá nhân các bức tranh của mình ở Hà Nội và hiện có một số được lưu trữ tại Bảo tàng Mỹ thuật Việt Nam. Đến năm 2000, ông bắt đầu làm việc với tư cách Phó vụ trưởng Vụ Mỹ thuật - Nhiếp ảnh và không còn sáng tác nhiều như thời gian trước. Hầu hết những bức tranh ông vẽ đều liên quan đến cuộc sống, con người và cảnh sắc vùng Tây Bắc.
Năm 2004, ông trở thành Ủy viên Ban Chấp hành Hội Mỹ thuật Việt Nam 3 khóa liên tiếp và trở thành Phó Chủ tịch Hội trong hai khóa (2009 - 2019). Ông Thành cũng từng có thời gian trở thành Giám đốc Bảo tàng Mỹ thuật Việt Nam. Năm 2010, ông trở thành Cục trưởng Cục Mỹ thuật Mỹ thuật - Nhiếp ảnh và Triển lãm Việt Nam. Trong giai đoạn đương nhiệm ở Hội Mỹ thuật ông đã tổ chức nhiều Festival nghệ thuật và triển lãm "Mở cửa" tổng kết quá trình 30 năm đổi mới của Việt Nam vào năm 2016. Ông cũng là người trực tiếp xây dựng và viết dự thảo về loại bỏ linh vật ngoại lai khỏi khu di tích, đình chùa và góp phần đưa các linh vật thuần Việt nhằm đảo bảo thuần phong mỹ tục của dân tộc. Năm 2020, ông được Bộ Văn hóa, Thể thao và Du lịch bổ nhiệm giữ chức Cục trưởng Cục Điện ảnh.

## Sự nghiệp

#### Các tác phẩm chính
- Mùa hoa đỏ, bột mầu, 50 x 70 cm, 1992.
- Một thời vàng son, sơn dầu, 100 x 120 cm, 1995.
- Không nhà, sơn dầu, 120 x 160 cm, 1998.
- Hoa sen và mèo, sơn dầu, 80 x 100 cm.
- Học thêu, khắc gỗ, 50 x 70 cm, 2000.

#### Khen thưởng
- Huy chương Vì sự nghiệp Mỹ thuật Việt Nam.

#### Giải thưởng Mỹ thuật
- Giải Chính thức triển lãm Mỹ thuật Thủ đô năm 1992 và năm 1997.
- Giải Khuyến khích triển lãm Mỹ thuật Toàn quốc năm 1995.
- Giải Ba triển lãm Mỹ thuật các Dân tộc Thiểu số năm 2000.
- Bằng Danh dự giải thưởng Mỹ thuật do Philip Morris tài trợ năm 1998.